# Locomotiva FS 380

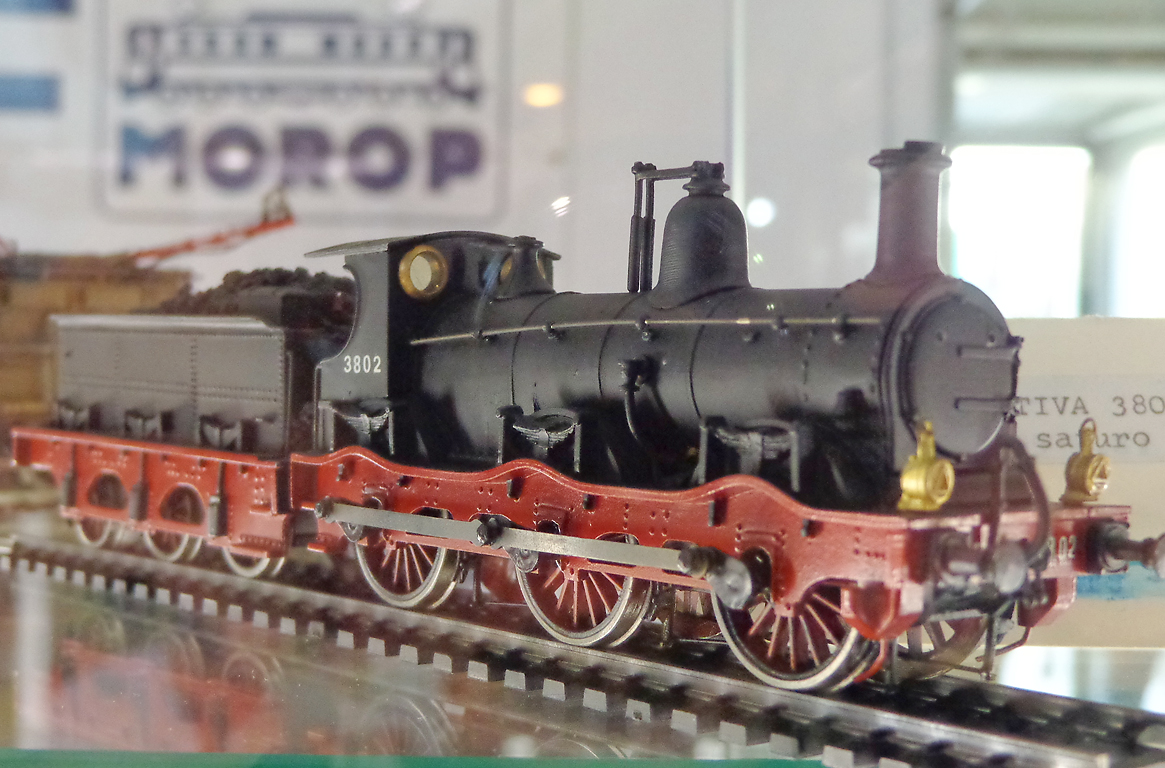
Modello in scala H0 di una locomotiva 380, esposto alla fiera Hobby Model Expo del 2012

La locomotiva a vapore gruppo 380 era una locomotiva a tre assi con tender, alimentata a carbone, che le Ferrovie dello Stato acquisirono usate dalla compagnia inglese Midland Railway nel 1906 poco dopo la loro costituzione. 

## Storia
Le locomotive del gruppo vennero acquisite dalle Ferrovie dello Stato nel 1906 in numero di 50 e furono immatricolate nel gruppo 380 del parco macchine. Si trattava di macchine di concezione antiquata il cui progetto risaliva alla seconda metà degli anni 60 del XIX secolo, ma semplici, robuste ed affidabili particolarmente adatte alla trazione dei treni merci. Le 380 appartenevano al gruppo 700 abbastanza numeroso e diffuso soprattutto presso la compagnia ferroviaria inglese Midland Railway che le utilizzava soprattutto come muli da tiro per i suoi treni merci. Le locomotive acquistate dopo le trattative condotte secondo le direttive di Riccardo Bianchi miravano a risolvere un grave problema evidenziatosi subito dopo la nazionalizzazione delle ferrovie nel 1905: la seria carenza di mezzi di trazione efficienti e di pronta utilizzazione. Infatti il parco ereditato, oltre che eterogeneo al massimo, contava molti mezzi antiquatissimi e di scarse prestazioni; le locomotive migliori erano per lo più quelle veloci e per viaggiatori. Nelle more della costruzione di nuove unità si preferì ricorrere all'usato ed affidabile lotto di 380. Quelle giunte in Italia nel 1906 erano state costruite dalla Vulcan Foundry di Newton-le-Willows (unità da 3801 a 3820) e dalla Dübs and Company di Glasgow (le successive). 
Tre unità andarono perdute in un incidente ferroviario, le ultime cessarono il loro onesto servizio nel 1929.

## Caratteristiche
Le locomotive del Gruppo 380 FS erano mezzi di trazione estremamente semplici e robusti, studiati per ogni tipo d'impiego e in particolare per servizio merci. Di classica forma inglese erano costruite con doppio telaio, con piastre poste sia all'interno sia all'esterno delle ruote, e biella motrice d'accoppiamento esterna; l'asse anteriore traslava trasversalmente di 25 mm per consentire una migliore inscrivibilità in curva; il doppio telaio era un retaggio della progettazione delle locomotive nei tempi che precedettero il Convertitore Bessemer -e la conseguente disponibilità di buoni acciai in grandi quantità- il cui scopo era sostenere e rafforzare l'albero a gomiti nelle locomotive a cilindri interni. 
Pesavano 39,9 t in assetto di servizio e questo era anche il loro peso aderente.
Erano a vapore saturo, con pressione massima in caldaia di 10 bar e a semplice espansione con 2 cilindri interni; la distribuzione era del tipo Stephenson a cassetto piano interna al telaio. 
La caldaia aveva una lunghezza di 5.003 mm, conteneva un volume di acqua di 3,1 m³ e di vapore di 1,12 m³ con pressione massima di taratura a 10 bar e una produzione oraria di vapore asciutto di 5.050 kg.
Le macchine avevano un forno delle dimensioni di 1.540 x 1.029 mm con altezza media sulla griglia di 1.610 mm; questa aveva una superficie utile di 1,64 m².
Il numero di tubi bollitori era di 244 del diametro di 41/37 mm con lunghezza tra le piastre estreme di 3.317 m. La superficie tubiera complessiva era di 94 m² cui si aggiungeva quella soprastante la volta del forno che era di 9,34 m² raggiungendo complessivamente 103,34 m² di superficie di riscaldamento dell'acqua a contatto con i fumi caldi. 
La locomotiva era in grado di esercitare una forza di trazione (sforzo di trazione) massima pari a 5.920 kg e continua a velocità di 30 km/h di 3.520 kg; allo spunto con coefficiente di aderenza 1/7 sviluppava 5.700 kg. La potenza non era molto elevata: 290 kW ma le capacità di spunto e le ruote di 1.510 le permettevano di raggiungere i 65 km/h.
Il tender era a tre assi, della massa totale di 26,8 t, con 9 m³ di acqua e 4,5 t di carbone trasportati. 
Il freno era solo quello a vapore.
Ricevettero dai ferrovieri il soprannome Le inglesine.

### Fonti a stampa
- Servizio materiale e trazione, L'album delle locomotive a vapore, vol. I, Ferrovie dello Stato, 1915.

### Storiografia e complementi
- Zeta Zeta (Bruno Bonazzelli), L'album delle locomotive, in HO Rivarossi, n. 31, Como, Rivarossi, 1959,  p. 10.
- Franco Castiglioni, Il Gruppo 380 FS, in I treni, n. 281, Salò, ETR, 2006,  pp. 12-16.